# Oenoptila rubra
Oenoptila rubra là một loài bướm đêm trong họ Geometridae.